# Ole Tobiasen
Ole Tobiasen (n. Amager, Dinamarca, 8 de julio de 1975) es un exfutbolista danés, que jugaba de defensa y militó en diversos clubes de Dinamarca, Holanda y Noruega. Actualmente se desempeña como entrenador del Almere City de la Eerste Divisie de Holanda.

## Selección nacional
Con la Selección de fútbol de Dinamarca, disputó 6 partidos internacionales y anotó solamente un gol. También disputó 24 partidos, por las selecciones menores de su país.

## Clubes
| Club           | País         | Año       |
| -------------- | ------------ | --------- |
| FC Copenhague  | Dinamarca    | 1992-1995 |
| Heerenveen     | Países Bajos | 1996-1997 |
| Ajax           | Países Bajos | 1997-2002 |
| AZ Alkmaar     | Países Bajos | 2002      |
| FC Copenhague  | Dinamarca    | 2003-2005 |
| Aalborg        | Dinamarca    | 2005      |
| Sandefjord     | Noruega      | 2006      |
| MVV Maastricht | Países Bajos | 2007-2010 |
| EHC Hoensbroek | Países Bajos | 2010-2011 |